# آن كيلي نولز
آن كيلي نولز (بالإنجليزية: Anne Kelly Knowles)‏ هي جغرافية أمريكية، ولدت في 1957.